# Grand Tokyo

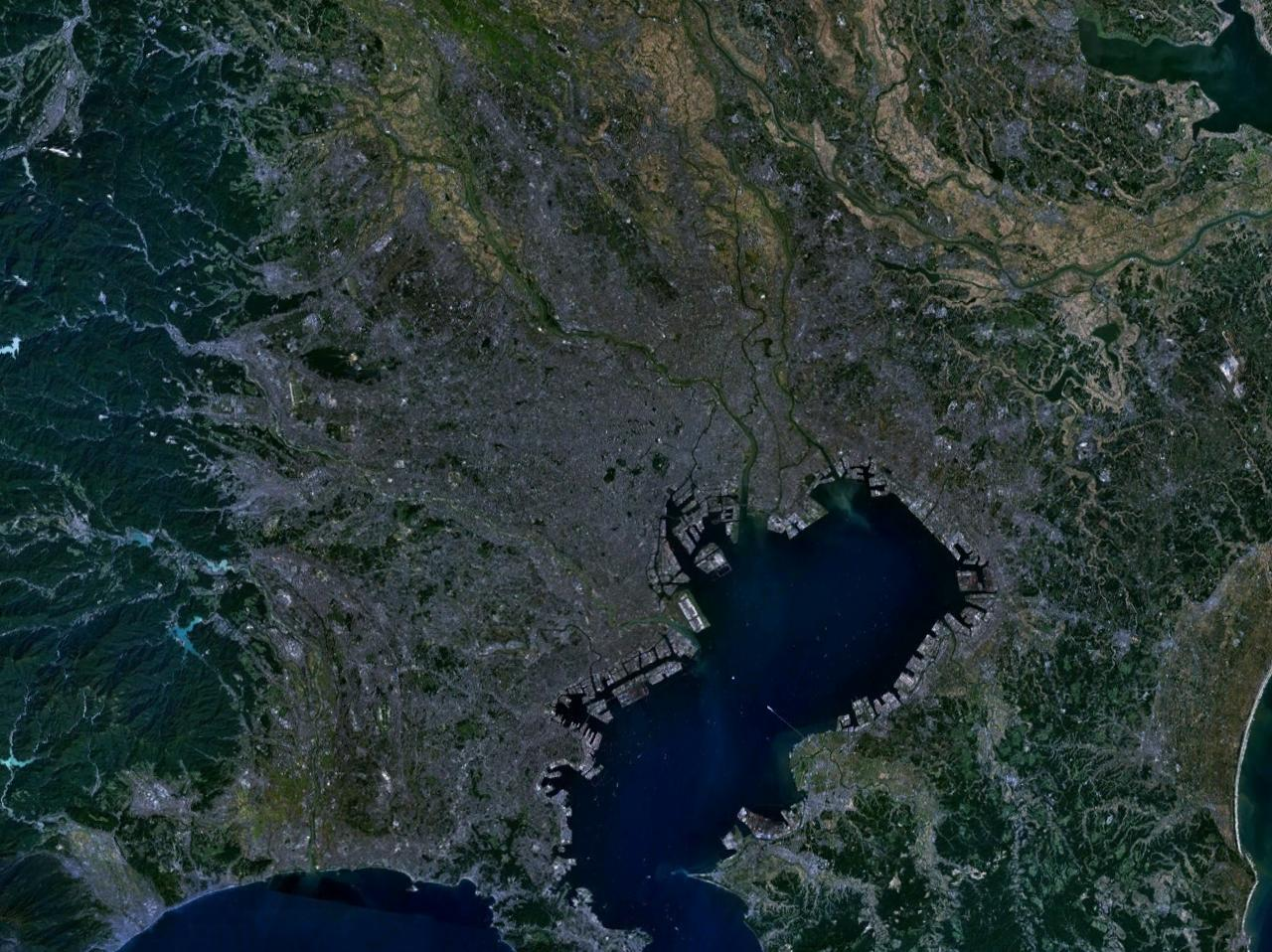
Image satellite de l'agglomération de Tokyo.

Pour les articles homonymes, voir Tokyo (homonymie).
L'agglomération de Tokyo ou Grand Tokyo, autour de la baie de Tokyo, est la mégapole la plus peuplée du monde avec en 2016, 37 750 000 habitants répartis sur un espace bâti continu (le second au monde après celui du Grand New York) de 7 835 km2, soit approximativement 4 553 hab./km2, et plus du quart de la population totale du Japon (27,9 %) résidant sur un peu plus de 2 % du territoire national. En partant du palais impérial, il faut parcourir dans certaines directions près de 80 km pour en sortir. C'est aussi celle dont le PIB total est le plus élevé, devant celle de New York. Elle comprend huit villes de plus de 500 000 habitants (dont quatre des dix-huit municipalités japonaises ayant le statut de villes désignées), parmi lesquelles Tokyo (les 23 arrondissements spéciaux) et Yokohama, les deux villes les plus peuplées du Japon. Il constitue l'hypercentre et la limite nord-orientale de la mégalopole japonaise, généralement désignée sous le nom de Taiheiyō Belt, qui s'étend sur environ 1 200 km sur toute la côte sud de Honshū jusqu'à l'agglomération de Fukuoka-Kitakyūshū au nord de Kyūshū.

## Définitions et politiques
L'agglomération de Tokyo n'a pas d'existence administrative ou politique, même si les autorités japonaises utilisent plusieurs définitions pour désigner l'agglomération de Tokyo et ont mené une série d'actions pour essayer d'encadrer son expansion.

### Organiser la «Région capitale»

#### Région Capitale

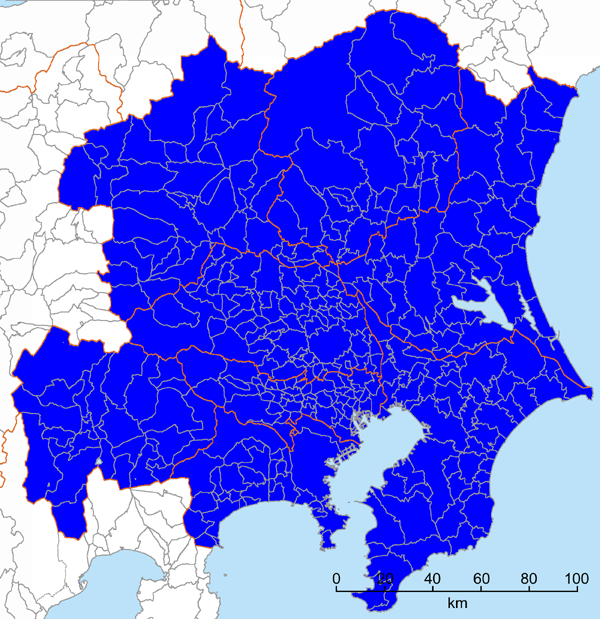
Une métropole et sept préfectures : la Région capitale

La Loi de Développement de la Région capitale (首都圏整備法, Shutoken Seibi-hō) de 1956 crée une Région capitale (首都圏, Shutoken) définie comme une vaste zone placée sous l'influence de la capitale dans un rayon de 100 km autour de l'hôtel de la Métropole de Tokyo, soit les sept préfectures du Kantō (Tokyo, Kanagawa, Saitama, Gunma, Tochigi, Ibaraki et Chiba), plus celle de Yamanashi. Dotée d'un « plan de développement » décennal (dont le premier est adopté en 1958) visant à empêcher la concentration des fonctions politiques, administratives et économiques dans les arrondissements de Tokyo (notamment par des projets de délocalisation) et de contrôler l'expansion urbaine, il est géré par un comité d'étude supervisé par le ministère du Territoire et des Transports qui émet chaque année un livre blanc sur la question. Il définit trois grandes zones aux fonctions différentes afin de faciliter l'application de ce plan :
- Aire urbaine existante (既成市街地, Kiseishi Gaiji?) : la zone urbaine bâtie correspondant essentiellement au pourtour de la baie de Tokyo,
- Ceinture verte (近郊整備地帯, Kinkō Seibi Chitai?) : sur le modèle de la Green belt londonienne, visant à préserver une zone pas ou peu bâtie et de limiter ainsi l'extension effrénée de la ville, en y maintenant des activités rurales et notamment agricoles,
- Zone périphérique (都市開発区域, Toshi kaipatsu kuiki?) : visant à accueillir l'expansion urbaine, elle est celle qui doit bénéficier le plus des actions de délocalisation d'usines, de services ou d'universités, ou la création de villes nouvelles.

La notion de Région officielle est toujours utilisée aujourd'hui dans certains documents officiels, notamment à travers le rapport annuel du ministère du Territoire et des Transports et regroupe, selon les données de l'estimation du 1er février 2010 du bureau de la Statistique, 43 203 574 habitants sur 36 889,84 km2, soit une densité de 1 171,2 hab./km2.
| Préfecture | Population (février 2010) | Superficie (km2) | Densité (hab./km2) |
| ---------- | ------------------------- | ---------------- | ------------------ |
| Tōkyō      | 12 989 726                | 2 187,65         | 5 937,8            |
| Kanagawa   | 9 006 229                 | 2 415,84         | 3 728,0            |
| Saitama    | 7 173 680                 | 3 797,25         | 1 889,2            |
| Chiba      | 6 186 546                 | 5 156,60         | 1 199,7            |
| Ibaraki    | 2 966 146                 | 6 095,69         | 486,6              |
| Tochigi    | 2 009 452                 | 6 408,28         | 313,6              |
| Gunma      | 2 004 025                 | 6 363,16         | 314,9              |
| Yamanashi  | 867 770                   | 4 465,37         | 194,3              |
| Total      | 43 203 574                | 36 889,84        | 1 171,2            |

#### Politique d'équilibrage
Échec du plan de 1958
Faute de réels moyens investis dans l'application du plan de 1958 par les pouvoirs publics et face aux fortes réactions des autorités locales et des propriétaires, cette politique est un échec : le projet de « Ceinture verte » est vite abandonné tandis que les délocalisations sont très faibles, la nécessité de montrer au monde la réussite économique du Japon par le biais de sa vitrine tokyoïte dans le cadre de grands évènements internationaux (comme les Jeux olympiques d'été de 1964) et l'évolution du port de Tōkyō comme le principal poumon économique de la région et du pays poussent en effet au contraire à la concentration des infrastructures économiques, sportives, culturelles et politiques.
Politique des Villes nouvelles
Toujours sur le modèle occidental, et notamment britannique, les autorités tentent à partir des années 1960 d'encadrer l'expansion nouvelle à partir d'une politique planifiée de création de villes nouvelles. Elles sont alors de deux types :

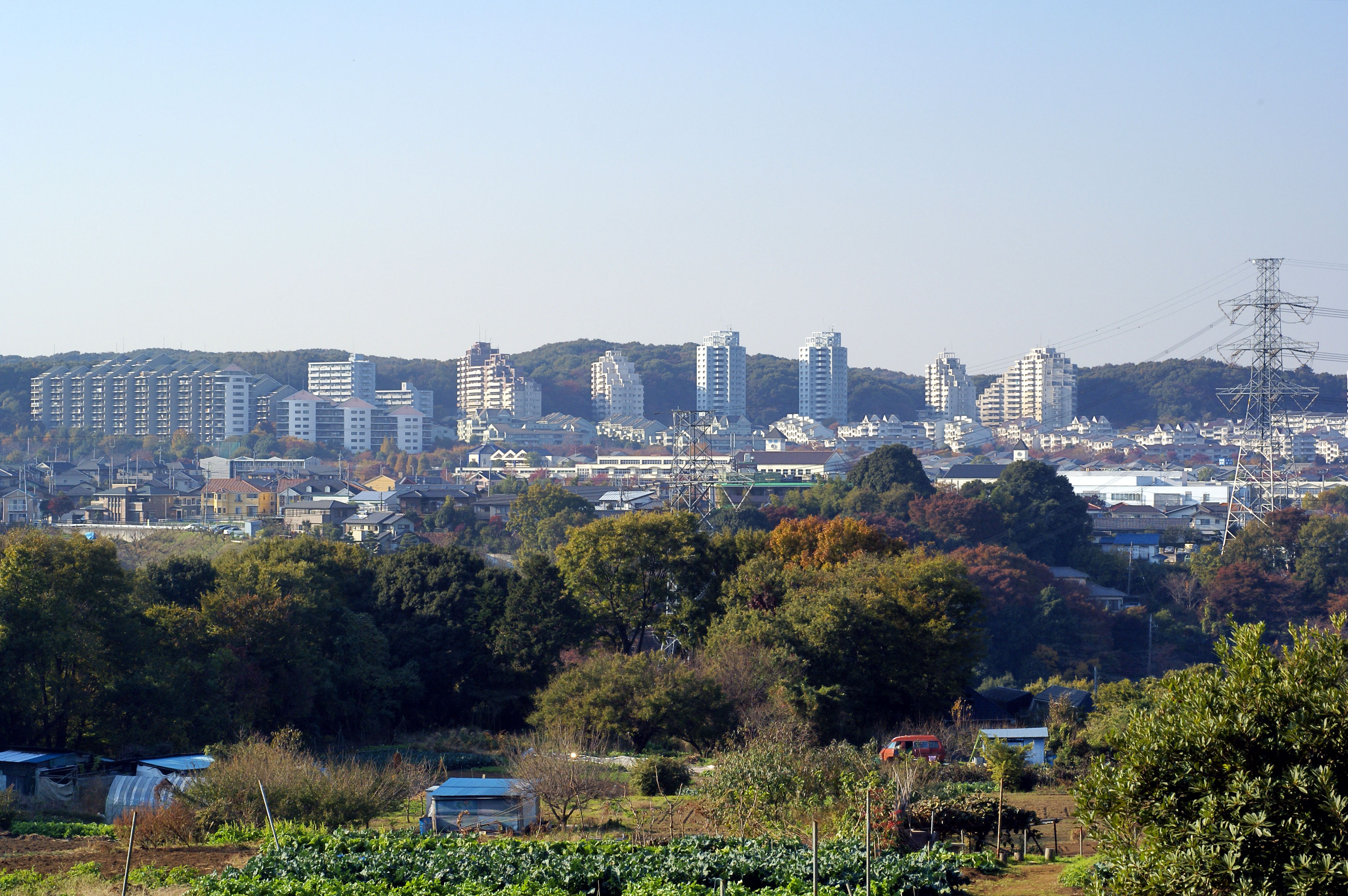
Le quartier de Kōyōdai à Inagi, l'une des parties de la Tama New Town

- les villes nouvelles résidentielles dont la plus emblématique reste la Tama New Town (多摩ニュータウン, Tama Nyūtaun?), désignée comme ville nouvelle en 1965 et s'étendant sur les communes de Hachiōji, Tama, Inagi et Machida, dans les collines de Tama et l'ouest encore largement rural de la Métropole de Tōkyō, sur une superficie de 28,92 km2. L'ensemble comprend de vastes complexes commerciaux (dont le principal reste le Parthenon Tama), ses services de proximité (chacun des 21 quartiers qui divisent la ville regroupent 3 000 à 5 000 maisons ou appartements desservis par deux écoles élémentaires et un collège, un centre commercial de quartier, un kōban, une poste, des cliniques ou autres), ses universités et écoles supérieures, ses sites de divertissements dont le plus célèbre reste le parc à thème couvert Sanrio Puroland. Si l'objectif initial de population (342 200 habitants) n'a pas été atteint, la Tama New Town reste, avec 200 000 habitants, le plus vaste développement résidentiel du Japon et le symbole de l'expansion tentaculaire et effrénée de la capitale japonaise dans les années du Boom Izanagi, immortalisé dans le film d'animation du Studio Ghibli Pompoko. Mais la ville nouvelle est aussi devenue emblématique des villes-dortoirs qui se sont multipliés dans la banlieue de Tōkyō, n'offrant que peu d'emplois locaux tandis que les transports en commun qui la desservent sont congestionnés par les migrations pendulaires des actifs vers le centre urbain. Un autre exemple de ville nouvelle, à l'autre bout de l'agglomération, est celui de Chiba New Town (千葉ニュータウン, Chiba Nyūtaun?) qui devient en 1996 la ville d'Inzai.

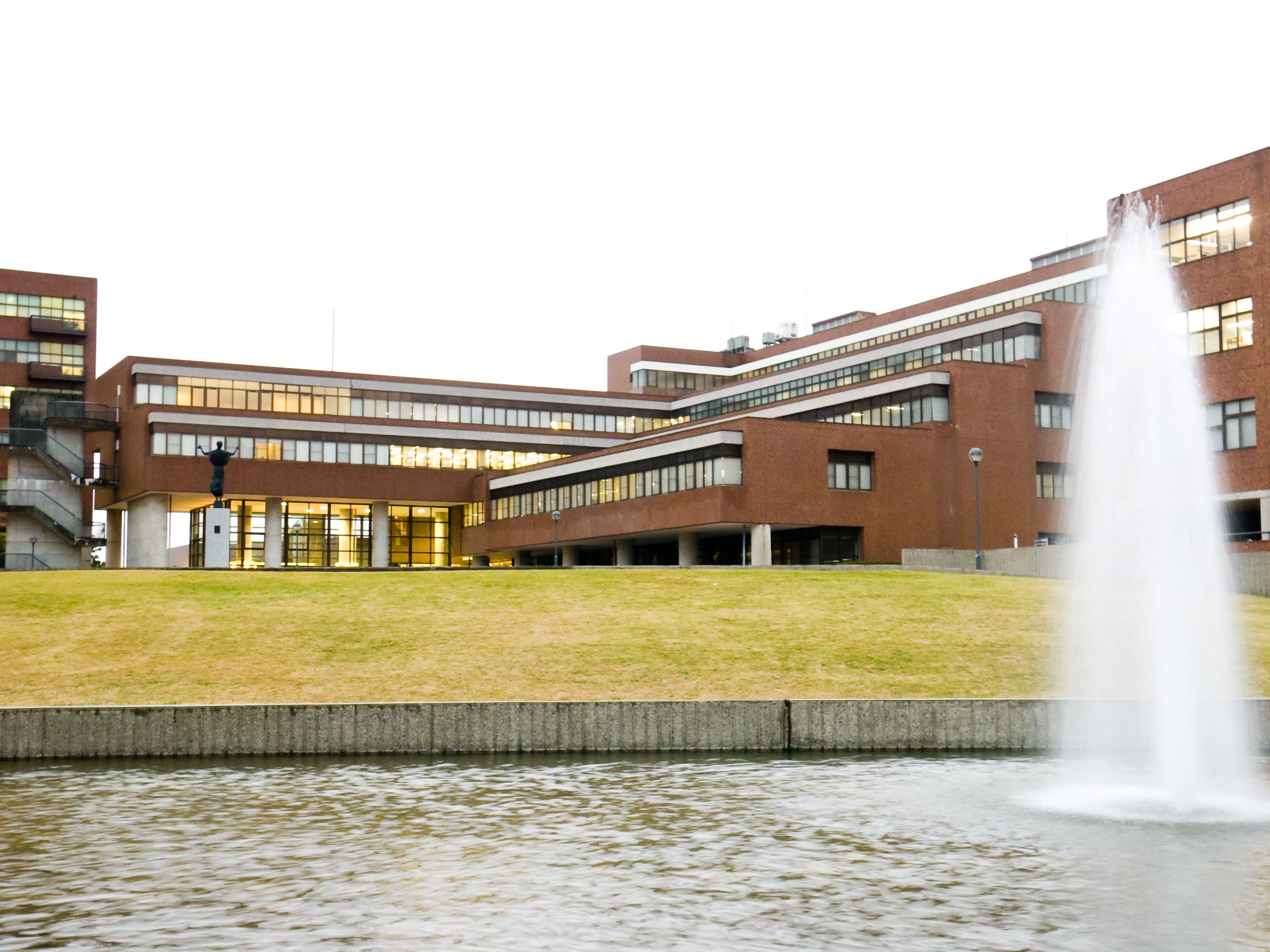
L'Université de Tsukuba, au cœur de la technopole Tsukuba Science City

- les « agglomérations industrielles » (産業集積, Sangyō Shūseki?), plus proche du concept de parc scientifique ou de technopole, et dont le but est de maintenir des activités industrielles, commerciales ou tertiaires de haut niveau dans la périphérie. On peut citer surtout la Tsukuba Science City (筑波研究学園都市, Tsukuba Kenkyū Gakuen Toshi?) dans la préfecture d'Ibaraki, développée à partir des années 1960 avec la création de l'Université de Tsukuba, l'implantation d'instituts de recherche publics (qui étaient plus de 60 en 2000) et privées (plus de 240 aujourd'hui) dont l'Institut d'études géographiques, l'Agence d'exploration aérospatiale japonaise (JAXA), l'Institut national des Sciences industrielles et technologiques avancées, le groupe de recherche en physique nucléaire et l'accélérateur de particules associé KEK[15]. Ce projet aboutit avec l'organisation de l'Exposition spécialisée de 1985 et la réunion en 1987 des différentes communes de Tsukuba Science City pour former la ville de Tsukuba qui compte désormais plus de 200 000 habitants[16]. Plus récemment, en 1987, a été créé le Yokosuka Research Park (横須賀リサーチパーク, Yokosuka risaach paaku?) à Yokosuka dans la préfecture de Kanagawa, développé dans les années 1990. Aujourd'hui, il regroupe sur 61,7 hectares 57 entreprises (dont les géants de la téléphonie mobile ou de l'électronique NTT DoCoMo, Hitachi, Toshiba, Sharp ou Sony Ericsson[17]) et plus de 9 500 chercheurs travaillant surtout dans les domaines des télécommunications et des sciences de l'information[18].

Jun'ichirō Koizumi décide en 2002 de mettre fin aux créations de villes nouvelles, même si les aides aux entités existantes continuent.
Créer des pôles secondaires d'emploi
Face aux problèmes de plus en plus préoccupants de la concentration des emplois et activités dans les arrondissements de Tōkyō tandis que les zones résidentielles s'étalent de plus en plus loin, les autorités ont dû développer de nouvelles politiques. Ainsi, la loi pour un développement multipolaire du Territoire national (多極分散型国土形成促進法, Takyoku busankei kokudo gyōseisokushin-hō) crée dans le périmètre d'une « aire de Tōkyō » recentrée sur Tōkyō et les quatre préfectures du Kantō les plus peuplées (Saitama, Chiba, Ibaraki et Kanagawa) des « Cités noyaux d'affaires » (業務核都市, Gyōmu Kakutoshi), désignés par le gouvernement central par le biais des Plans décennaux de développement de la Région capitale. Véritables relais du pôle urbain au sein de la périphérie en termes d'emplois et d'activités, ces « Noyaux d'affaires » sont dotés d'un Plan directeur général (業務核都市基本方針, Gyōmu Kakutoshi kihon hōshin) chargé de définir les objectifs et les « installations d'affaires » (業務 施設, Gyōmu Shisetsu), soit l'ensemble des infrastructures, services, activités et entreprises, publiques ou privées, à implanter.
Le 4e plan de développement de la Région capitale (1989-1999) a défini onze « Cités noyaux d'affaires » :
- préfecture de Kanagawa :
  - Yokohama
  - Kawasaki
  - Atsugi
- Tokyo :
  - Hachiōji - Tachikawa (qui dessert ainsi la Tama New Town)
  - Oume
- préfecture de Saitama :
  - Kumagaya - Fukaya
  - Urawa - Ōmiya (qui ont fusionné en 2001 pour former Saitama)
- préfecture d'Ibaraki :
  - Tsuchiura - Tsukuba - Ushiku (autour de la Tsukuba Science City)
- préfecture de Chiba :
  - Narita - Chiba New Town (devenue en 1996 la ville d'Inzai) : surtout centrée autour de l'aéroport international de Narita.
  - Chiba
  - Kisarazu

Le 5e plan, établi en 1999, a ajouté à cette liste cinq autres pôles :
- Tokyo :
  - Tama est inclus dans le noyau Hachiōji - Tachikawa et confirme l'implantation de ce dernier dans la ville nouvelle de Tama New Town
- préfecture de Kanagawa - Tokyo :
  - Sagamihara (Kanagawa) - Machida (Tōkyō)
- préfecture de Saitama :
  - Kawagoe
  - Kasukabe - Koshigaya
- préfecture de Chiba :
  - Kashiwa

### Un exemple d'intercommunalité?
« Une Métropole, Trois Préfectures » (一都 三県, Itto Sanken) est la notion la plus répandue et la plus utilisée à la fois par les autorités et les médias pour désigner le « Grand Tokyo ». Elle comprend la préfecture métropolitaine de Tōkyō et les trois préfectures voisines de Chiba, Kanagawa et Saitama, soit la moitié sud du Kantō. Il s'agit de la définition la plus utilisée même si elle est incomplète, puisqu'elle comprend à sa périphérie des zones rurales, surtout dans la moitié est de la Chiba, tandis que des banlieues de la capitale japonaise sont présentes dans d'autres préfectures.

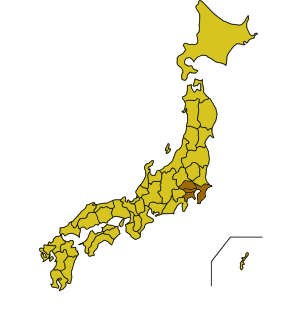
L’Itto Sanken au Japon

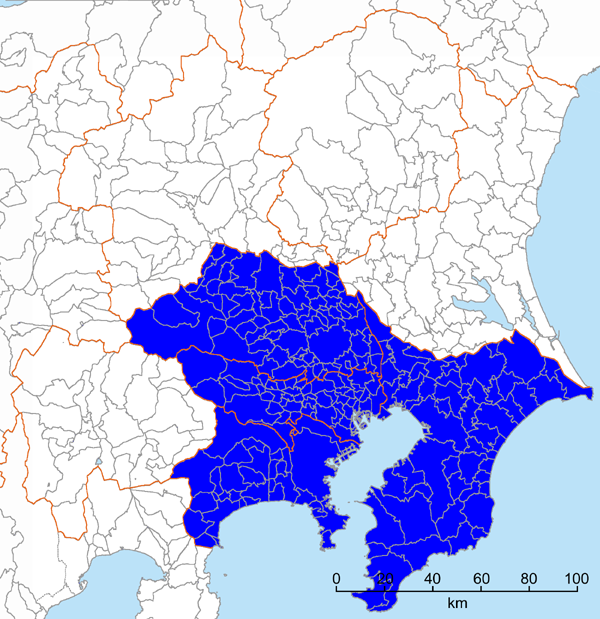
Les quatre préfectures de l’Itto Sanken

Les dirigeants des collectivités de l’Itto Sanken (gouverneurs de la métropole et des trois préfectures, ainsi que les maires des villes désignées de ces départements) ont pris l'habitude de se réunir tous les ans depuis 1979 pour discuter des actions communes à envisager en matière de développement de l'agglomération (notamment dans les domaines de l'environnement, de la prévention des catastrophes, des transports en commun et de la gestion des risques ou de la lutte contre le déficit des collectivités locales) : baptisé initialement le Sommet des Six Dirigeants locaux (六都県市首脳会議, Roku tokenshi-shunō kaigi), car limité aux quatre gouverneurs et aux deux maires de Yokohama et Kawasaki, il évolue en Sommet des Sept (七都県市首脳会議, Shichi tokenshi-shunō kaigi) en 1997 (entrée du maire de Chiba) et en Sommet des Huit (八都県市首脳会議, Hachi tokenshi-shunō kaigi) en 2003 (entrée du maire de Saitama), plus généralement appelé le « Hachi Tokenshi » ou « 8 Tokenshi ». C'est l'une des rares formes d'intercommunalité développée au Japon.
Au 1er février 2010, ces quatre subdivisions administratives totalisaient 35 356 181 habitants, soit plus d'un quart de la population totale du Japon, et une superficie de 13 557,34 km2 et donc une densité de 2 607,9 hab./km2.
| Préfecture | Population (février 2010) | Superficie (km2) | Densité (hab./km2) |
| ---------- | ------------------------- | ---------------- | ------------------ |
| Tokyo      | 12 989 726                | 2 187,65         | 5 937,8            |
| Kanagawa   | 9 006 229                 | 2 415,84         | 3 728              |
| Saitama    | 7 173 680                 | 3 797,25         | 1 889,2            |
| Chiba      | 6 186 546                 | 5 156,6          | 1 199,7            |
| Total      | 35 356 181                | 13 557,34        | 2 607,9            |

### Établir une définition statistique

#### Aire métropolitaine majeure

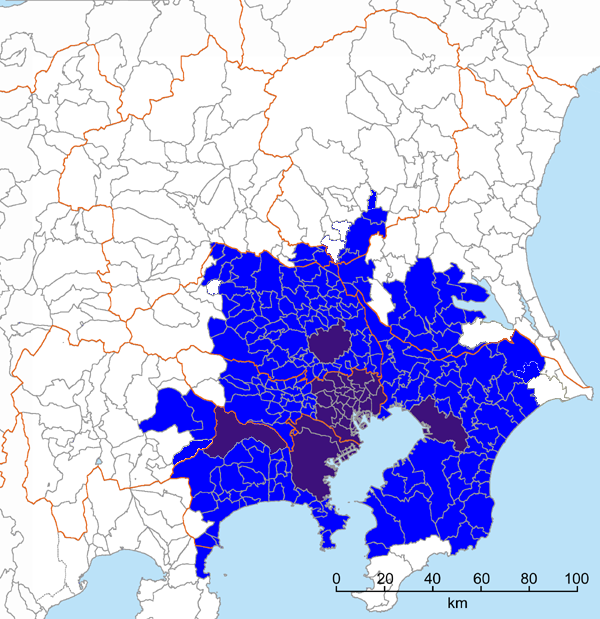
Carte de l'Aire métropolitaine majeure du Kantō telle que définie en 2000 et reprise en 2005

À l'occasion du recensement de 1995, le Bureau des Statistiques du Japon a créé la notion d'« Aire métropolitaine majeure » (大 都市 圏, Dai-toshi-ken), proche de la définition française d'une aire urbaine : il s'agit de définir les communes liées économiquement à une ville désignée par ordonnance gouvernementale ainsi qu'aux arrondissements spéciaux de Tōkyō. Ces aires métropolitaines regroupent alors les municipalités où au moins 1,5 % de la population âgée de 15 ou plus se déplace quotidiennement par un mouvement pendulaire vers le pôle urbain, tandis que plusieurs villes désignées proches géographiquement l'une de l'autre partagent la même aire métropolitaine.
Aire métropolitaine Keihinyo
Ainsi, l'« Aire métropolitaine majeure Keihinyo » (京浜葉 大 都市 圏, Keihinyo Dai-toshi-ken) unit les communes dépendant des trois villes désignées du Kantō de l'époque (Yokohama, Kawasaki et Chiba) et les arrondissements spéciaux de Tokyo. L'appellation de l'aire, Keihinyo (京浜葉), reprend d'ailleurs les deuxièmes kanji de chacune des trois principales villes et capitales préfectorales incluses dans cette conurbation : Tōkyō (東京), Yokohama (横浜) et Chiba (千葉), mais prononcés selon la lecture en on'yomi (issue historiquement du chinois) plutôt qu'en kun'yomi (issue historiquement du japonais).
L'aire métropolitaine Keihinyo forme alors un ensemble d'une superficie de 13 499,44 km2 et peuplé de 33 637 175 habitants en 1995 puis de 34 493 466 individus (2 555,2 hab./km2) en 2000.
Toutefois, cette définition met de côté un nouveau pôle urbain qui se développe alors au cœur de la préfecture de Saitama sans avoir de statut administratif concret (ce pôle ne devient une ville qu'en 2001, par fusion de plusieurs communes, sous le nom de Saitama, qui n'accède au statut de ville désignée qu'en 2003) mais est déjà, avec plus d'un million d'habitants, un bassin d'emploi majeur de la région.
Aire métropolitaine du Kantō
De ce fait, le Bureau des Statistiques délimite une deuxième aire métropolitaine pour la région du Grand Tōkyō, baptisée « Aire métropolitaine majeure du Kantō » (関東 大 都市 圏, Kantō Dai-toshi-ken), incluant au Keihinyo les communes dépendant économiquement de Saitama,.
Cette zone s'étend alors (selon l'espace délimité aux recensements de 2000 et 2005) sur :
- la quasi-totalité des quatre préfectures du Itto Sanken soit :
  - Tōkyō (à l'exception des deux communes les plus occidentales de la Métropole à savoir le village de Hinohara et le bourg d'Okutama, et des sous-préfectures insulaires),
  - Chiba (moins les villes méridionales de Kamogawa, Minamibōsō et Tateyama et les deux communes à l'extrémité nord-orientales à savoir la ville de Chōshi et le bourg de Tōnoshō),
  - Kanagawa (à l'exception du bourg de Hakone à l'extrême sud-ouest de la préfecture) et
  - Saitama (sans le quart occidental de la préfecture, à savoir la ville de Chichibu et les bourgs de Minano, Ogano et Kamikawa), * à quoi il faut ajouter des parties des préfectures de :
  - Shizuoka (uniquement la ville d'Atami, frontalière de la préfecture de Kanagawa),
  - Yamanashi (les deux villes orientales d'Ōtsuki et Uenohara),
  - Gunma (trois communes à l'extrémité sud-est de la préfecture, à savoir la ville de Tatebayashi et les deux bourgs de Meiwa et Itakura, les recensements de 2000 et 2005 y incluaient également l'ancien bourg de Shin qui s'est depuis, fondu en 2006, dans Takasaki),
  - Tochigi (l'extrémité sud qui comprend les villes d'Oyama et de Shimotsuke et les bourgs d'Ōhira, Fujioka et Nogi) et
  - Ibaraki (le quart sud-ouest de la préfecture, à savoir les villes de Koga, Jōsō, Moriya, Tsukubamirai, Tsukuba, Toride, Tsuchiura, Kasumigaura, Ushiku, Ryūgasaki et Inashiki, les bourgs de Sakai, Goka, Ami, Tone et Kawachi et le village de Miho).

Au recensement de 2000, elle comptait 34 607 069 habitants pour 13 753,71 km2 et donc une densité de 2 516,2 hab./km2. En prenant l'espace défini en 2000 et 2005, à l'exception du bourg de Shin désormais inclus dans la ville de Takasaki, et en se basant sur les données de population estimées par le Bureau des Statistiques par commune au 1er mars 2009, la population de l'Aire métropolitaine majeure du Kantō serait de 36 456 079 sur 13 723,8 km2 et pour une densité de 2 656,4 hab./km2.
| Préfecture | Population (mars 2009) | Population (mars 2009) | Superficie | Superficie   | Densité (hab./km2) |
| Préfecture | hab.                   | % tot. préf.           | km2        | % tot. préf. | Densité (hab./km2) |
| ---------- | ---------------------- | ---------------------- | ---------- | ------------ | ------------------ |
| Tōkyō      | 12 872 030             | 99,7 %                 | 1 455,63   | 66,5 %       | 8 842,9            |
| Kanagawa   | 8 951 427              | 99,8 %                 | 2 323,02   | 96,2 %       | 3 853,4            |
| Saitama    | 7 037 326              | 98,5 %                 | 2 937,08   | 77,3 %       | 2 396              |
| Chiba      | 5 941 259              | 96,5 %                 | 4 494,8    | 87,2 %       | 1 321,8            |
| Ibaraki    | 1 156 046              | 39 %                   | 1 501,58   | 24,6 %       | 769,9              |
| Tochigi    | 295 073                | 14,65 %                | 376,69     | 5,9 %        | 783,3              |
| Gunma      | 105 835                | 5,3 %                  | 122,49     | 1,9 %        | 864                |
| Yamanashi  | 57 074                 | 6,55 %                 | 450,95     | 10,1 %       | 126,6              |
| Shizuoka   | 40 009                 | 1,05 %                 | 61,56      | 0,8 %        | 649,9              |
| Total      | 36 456 079             | -                      | 13 723,8   | -            | 2 656,4            |

#### Gamme de distance
Les « Aires kilométriques de Tokyo » (東京 キロ 圏, Tōkyō kiro-ken) est une autre définition utilisée par le Bureau des Statistiques, quoi que moins répandue car moins fiable. Il s'agit des municipalités comprises en totalité ou partiellement dans des cercles concentriques de rayon croissant par paliers de 10 km, jusqu'à un rayon maximum de 70 km, par rapport à l'ancien siège du gouvernement métropolitain de Tokyo à Chiyoda. Cette méthode statistique est également appliquée aux agglomérations d'Ōsaka et de Nagoya, avec un rayon maximum de 50 km. Les recensements de population établissent ainsi pour Tōkyō deux chiffres : celle des 70 km de rayon, appelée Aire des 70 km de Tokyo (東京70キロ圏, Tōkyō 70-kiro-ken) qui est la donnée la plus large censée s'approcher le plus d'un Grand Tōkyō sur un plan presque géométrique, et celle du rayon des 50 km de rayon, appelée Aire des 50 km de Tōkyō (東京50キロ圏, Tōkyō 50-kiro-ken) ou encore « Aire métropolitaine majeure de Tōkyō » (東京 大 都市 圏, Tōkyō Dai-toshi-ken) afin de la comparer avec les données des deux autres agglomérations.
Quoi qu'il en soit, cette donnée ne comprend donc pas les nouvelles zones périurbaines qui s'étendent au-delà en doigt de gant le long des principaux axes de communication, et inclut de même de nombreuses zones entièrement rurales. Elle constituait un ensemble de 31,714 millions d'habitants (pour le rayon de 50 km) en 2005 (30 724 311 en 2000) et de 34,394 millions (pour le rayon de 70 km) en 2000.

#### Zone majeure d'emploi urbain

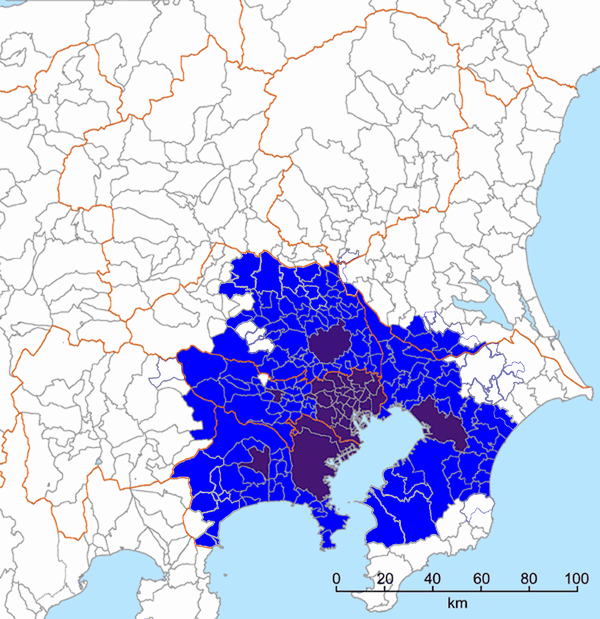
Carte de la Zone majeure d'emploi urbain de Tokyo

Le Centre pour le Service d'information spatiale de l'université de Tokyo a établi une autre définition statistique, concurrente de l'Aire métropolitaine officielle du Bureau des Statistiques et également basée sur la répartition des emplois : la « Zone d'emploi urbain » (都市雇用圏, Toshi Koyō-ken) comprenant :
- une ville centrale, essentiellement basée sur la continuité du bâti. Ainsi, si une commune comporte au moins 10 000 habitants vivant dans un « District densément habité » (Densely Inhabited District DID), et qu'elle n'est la banlieue d'aucune autre municipalité, elle est immédiatement définie comme ville centrale. De plus, une commune banlieue d'une autre peut être également considérée comme ville centrale si le nombre de personnes venant y travailler dépasse celui des résidents et avoir au moins 10 000 habitants de DID, ou alors une population égale au minimum au tiers de sa ville centrale. Ainsi, une ville centrale peut comporter plusieurs communes, tandis qu'une zone d'emploi urbain comportant plus de 50 000 habitants de DID est appelée « Zone majeure d'emploi urbain » (大都市雇用圏, Dai-toshi Koyō-ken?). C'est le cas de celle de Tōkyō (avec 9 272 740 habitants de DID en 2015[35]) dont la ville centrale comporte les 23 Arrondissements spéciaux de Tokyo ainsi que les villes de Musashino et Tachikawa (Tokyo), Kawasaki, Yokohama et Atsugi (Kanagawa), Chiba (Chiba) et Saitama (Saitama). On retrouve alors les principaux éléments du réseau des « Villes noyaux d'affaires ». La définition du centre de l'agglomération est alors plus statistique que pour celui des « Aires métropolitaines » qui est plutôt administratif (les villes désignées), et est celle qui se rapproche le plus de la notion de pôle urbain des aires urbaines françaises.
- des banlieues : toute commune dont au moins 10 % de sa population se déplace chaque jour vers une autre municipalité, si cette dernière est le principal pôle d'accueil de ces migrants quotidiens, et si elle ne remplit pas les conditions pour être considérée comme une ville centrale, est une banlieue. Une banlieue d'une commune faisant partie de la ville centrale est dite banlieue de cette ville ou encore banlieue principale, et une banlieue d'une autre municipalité-banlieue est dite banlieue secondaire ou mineure. La banlieue de la zone majeure d'emploi urbain de Tōkyō est moins étendue que celle de l'Aire métropolitaine majeure du Kantō et comprend la quasi-totalité de la Métropole de Tōkyō (à l'exception des sous-préfectures insulaires et du bourg de Mizuho, alors véritable ilot rural enclavé au sein de l'espace périurbain de la capitale), les deux-tiers nord-est de Kanagawa, la moitié est de Saitama, la moitié centre et nord-ouest de Chiba (avec là aussi une enclave rurale au milieu de l'environnement urbain avec le bourg de Shisui), et des portions des préfectures plus périphériques de Yamanashi (ville d'Uenohara et village de Tabayama), Tochigi (le bourg de Nogi) et Ibaraki (les villes de Koga, Moriya, Ushiku, Ryūgasaki et Toride, ainsi que les bourgs d'Ina, qui fait aujourd'hui partie de la ville de Tsukubamirai, Kukibaki, aujourd'hui partie de Tsukuba, Tone, Kawachi et Shintone, aujourd'hui partie de la ville d'Inashiki).

Selon le recensement de 2015 et les résultats du Centre pour le Service d'information spatiale de l'université de Tokyo, la Zone majeure d'emploi urbain totalise 35 303 778 habitants, dont 17 255 397 dans les huit villes centrales et 18 048 381 dans les 144 communes de banlieue (17 149 570 dans 113 banlieues primaires, 819 129 dans les 29 banlieues secondaires et 79 682 dans les deux banlieues tertiaires).

## Composantes de l'agglomération

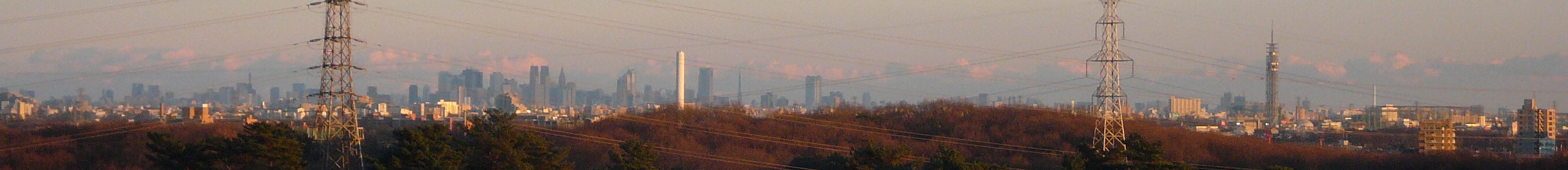
Vue panoramique du Grand Tokyo prise depuis la périphérie nord-ouest

Comme toute aire urbaine, le Grand Tōkyō comprend un pôle urbain et des périphéries plus ou moins urbanisées.

### Pôle urbain
Selon les définitions statistiques, la composition et l'étendue du pôle urbain varie. Il est possible toutefois de distinguer un centre principal (les 23 arrondissements spéciaux de Tokyo), des pôles secondaires représentés par les quatre villes désignées de la région du Kantō, et des relais économiques et administratifs parmi les communes plus périphériques incluses dans la Zone majeure d'emploi urbain de Tōkyō établie par Tōdai ou dans la catégorie des « Cités noyaux d'affaires » mise en place par les Plans de développement de la Région capitale.

#### Les arrondissements spéciaux de Tōkyō

Vue des gratte-ciel de Shinjuku dominés par le Mont Fuji

La partie orientale de la Métropole de Tōkyō est divisée en 23 arrondissements spéciaux (特別区, Tokubetsu-ku). Ensemble, ils constituaient l'ancienne ville de Tōkyō, disparue en tant que telle en 1947, et chacun forme une municipalité à part entière (avec un maire et un conseil élu par la population) depuis 1974. Au 1er mars 2009, leur population est estimée à 8 744 846 habitants répartis sur 621,81 km2, soit 14 064 hab./km2.
Il constitue le pôle dominant de l'agglomération sur le plan :
- historique, la vieille ville étant généralement divisée en deux parties. Tout d'abord au sud-ouest « Yamanote » (山の手?, littéralement « main de la montagne » et qui signifie « côté montagne » ou « ville haute ») qui regroupait à la période d'Edo les résidences de l'aristocratie autour de la résidence des shoguns au château d'Edo et qui regroupe les arrondissements de Shinjuku, Bunkyō, Minato (ou « vieux-port ») et en partie ceux de Chiyoda (autour de l'actuel palais impérial, soit le sud de l'arrondissement) et Chūō (la limite ouest de l'arrondissement dont le nom signifie littéralement « centre »)[37],[38]. D'un autre côté, au nord-est, Shitamachi (下町?, littéralement « ville basse ») désigne les anciens quartiers populaires ainsi que l'ancien pôle commercial et artisanal du vieux Tōkyō et comprend les quartiers riverains du fleuve Sumida à savoir ceux de Kanda (nord de Chiyoda), Nihonbashi et Kyōbashi (est de Chūō), Shitaya (actuel quartier d'Ueno) et Asakusa (arrondissement de Taitō), Honjo (ouest de Sumida) et Fukagawa (ouest de Kōtō)[39]. Si la distinction sociale et fonctionnelle historique n'existe plus aujourd'hui, les deux termes sont toujours employés aujourd'hui dans un sens géographique, voire identitaire pour les habitants des deux parties, pour différencier le nord du sud du centre-ville. La plupart des monuments historiques de Tōkyō se trouvent dans cette zone, notamment dans le quartier d'Asakusa particulièrement riche en édifices religieux, dont surtout le temple bouddhiste Sensō-ji (dédié au Bodhisattva Kannon, il s'agit du plus ancien temple de Tōkyō[40], initialement construit en 645, et ancien temple tutélaire de la dynastie des Shogun Tokugawa[41], il fut en partie détruit par les bombardements américains de 1945 mais reconstruit à l'identique, ses portes monumentales, appelées hōzōmon, sont les seuls monuments de la Métropole à être classés comme Trésor national). Les sanctuaires shintō d'Asakusa (dédié aux fondateurs du temple, l'un des plus fréquentés de la ville, et l'un des rares à avoir totalement survécu au tremblement de terre de 1923 et aux bombardements américains de 1945 et datant de 1649) et le Kume no Heinai-dō (dédié à Kume no Heinai, un samouraï du XVIIe siècle, détruit en 1945 mais reconstruit en 1978). Les autres principaux monuments historiques de Tōkyō sont le château d'Edo et actuel Kōkyo (quelques murailles et douves sont des vestiges de la forteresse originelle du XVe siècle), le Zōjō-ji (temple bouddhiste au bouddha Amida et ancien mausolée principal des Shogun Tokugawa, à Shiba dans l'arrondissement de Minato), la pagode à cinq niveau du zoo d'Ueno ou encore du Nihonbashi (célèbre pont datant du XVIIe siècle dans le quartier du même nom et l'arrondissement de Chūō, il marquait le point de départ du Tōkaidō, principale route reliant Edo à Kyōto, et qui sert toujours aujourd'hui de point 0 au kilométrage des routes japonaises).
- administratif et politique, autour surtout des arrondissements de Chiyoda, Shibuya et Shinjuku. Le premier, Chiyoda, est de fait la capitale politique du Japon, puisque ses quartiers de Nagata et Kasumigaseki concentrent les instances gouvernementales (le Kantei, ou résidence du Premier ministre et siège du gouvernement, à Nagata, les ministères et les institutions gouvernementales à Kasumigaseki), le Parlement (à Nagata), la Cour suprême (à Hayabusachō), les sièges des principaux partis politiques japonais (le Parti libéral démocrate et le Parti démocrate du Japon ont tous deux leurs sièges à Nagata) ainsi que certaines ambassades étrangères (surtout dans les six quartiers qui constituent l'aire de Banchō). Mais celles-ci sont surtout situées à Hirō dans l'arrondissement de Shibuya (18 ambassades dont celles de France, d'Allemagne ou de République populaire de Chine), véritable quartier des diplomates, ou, dans une moindre mesure, à Akasaka, quartier limitrophe de Nagata situé dans l'arrondissement de Minato (notamment les ambassades des États-Unis ou du Mexique, tandis que le palais d'Akasaka abrite les chefs d'État ou de gouvernement étrangers reçus au Japon). Shinjuku enfin est la capitale préfectorale de Tōkyō avec l'Hôtel de la Métropole de Tōkyō ou encore le Bureau de l'Éducation de la préfecture, et cela même si le quartier général du Police métropolitaine se trouve à Kasumigaseki.
- directionnel et financier, le « CBD » s'étendant sur Chiyoda (surtout le quartier de Marunouchi, ainsi qu'Ōtemachi, Yūrakuchō et Uchisaiwaichō), Chūō (surtout le quartier de Nihonbashi autour du pont du même nom, où on trouve notamment la Bourse de Tōkyō et la Banque du Japon), Minato (Roppongi ou Shinbashi), Shinjuku (quartier Nishi Shinjuku, reconnaissable à ses gratte-ciel) et Shibuya (quartier du même nom).
- commercial avec les boutiques de luxe et de mode d'Harajuku à Shibuya, notamment autour de l'avenue Omotesandō souvent surnommée les « Champs-Élysées » de Tōkyō, d'Aoyama à Minato ou de Ginza à Chūō, les grands magasins d'électronique, de jeux vidéo et de mangas à Akihabara à cheval sur les arrondissements de Chiyoda et de Taitō, les grands restaurants, night-clubs et discothèques d'Ebisu à Chiyoda, de Roppongi ou de Ginza ou le parc de loisirs et divertissements de l'île artificielle d'Odaiba à cheval entre Minato et Taitō.
- culturel et intellectuel : Harajuku et Akihabara sont considérés comme les quartiers de la culture populaire et de la jeunesse. Hongō dans l'arrondissement de Bunkyō est le siège de nombreuses maisons d'édition et imprimeries depuis l'ère Meiji, et accueille également le campus de l'université de Tokyo.

#### Quatre villes désignées
Yokohama

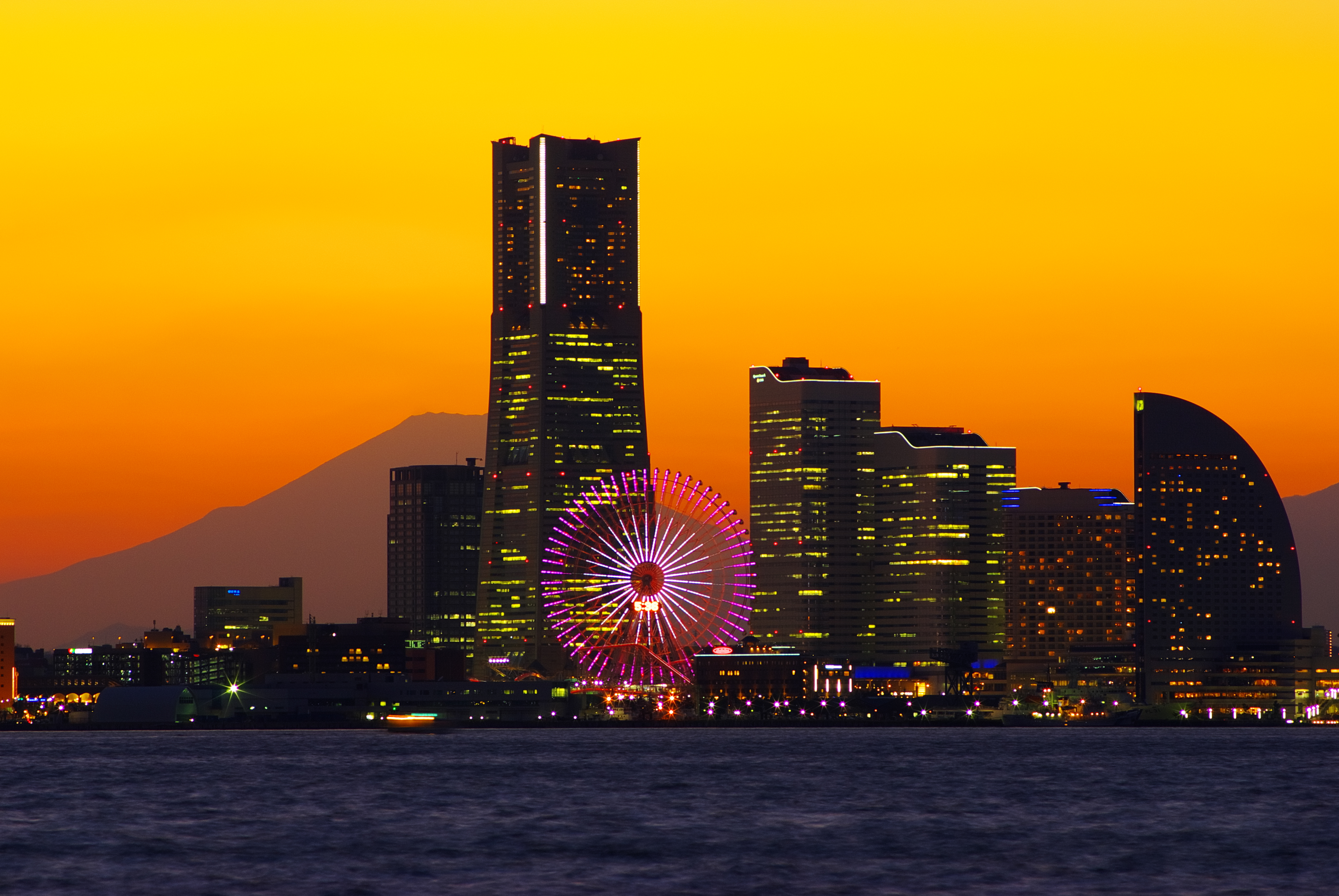
La zone portuaire du Minato Mirai 21 à Yokohama au crépuscule, devant le Mt Fuji

Ville la plus peuplée du Japon avec 3 654 429 habitants au 1er mars 2009 sur 437,38 km2, soit une densité de 8 355,2 hab./km2, considérée comme la principale porte de Tōkyō et du Japon sur le monde depuis l'ouverture du pays au milieu du XIXe siècle, Yokohama a pendant longtemps servi de principal port commercial à la capitale. Toujours premier lieu de transit du transport maritime de passager japonais, il est désormais le deuxième port de marchandises de l'agglomération, derrière celui de Chiba, le troisième du Japon et le 21e du monde en termes de tonnage cargo (138,2 millions de tonnes en 2006).
Yokohama garde encore aujourd'hui une forte atmosphère cosmopolite, avec, en mars 2009, 78 757 résidents étrangers (2,16 % de la population totale), essentiellement chinois (31 611 individus recensés, 40,1 % des étrangers de Yokohama), coréens (16 152), philippins (7 359), brésiliens (3 827), européens (2 669), américains (2 655), entre autres. Leur principal point d'implantation reste historiquement l'arrondissement de Naka (15 854 non japonais enregistrés, soit un cinquième du total) avec la présence du plus grand et du plus vieux Chinatown du Japon (plus de 8 000 résidents chinois), tandis que les quartiers voisins de Yamate (surnommé The Bluff, avec son cimetière d'étranger et ses nombreux établissements d'enseignement internationaux) et de Motomachi (plutôt commercial) ont plus une ambiance occidentale.
Le centre d'affaires, économique et décisionnel est situé le long du port et comprend surtout les arrondissements (tous deux en grande partie gagnés sur la mer) de Naka (outre les quartiers étrangers on peut trouver le district de Kannai où sont concentrés les institutions municipales et préfectorales, ainsi que le principal terminal international pour le transport maritime de passager sur le port, le quai Ōsanbashi) et de Nishi (dominé désormais par la zone portuaire réhabilité de Minato Mirai 21, avec le plus haut bâtiment du Japon, la Landmark Tower, des aménagements du bord de mer, des parcs d'attraction et de loisirs, des centres commerciaux et des bureaux).
Kawasaki

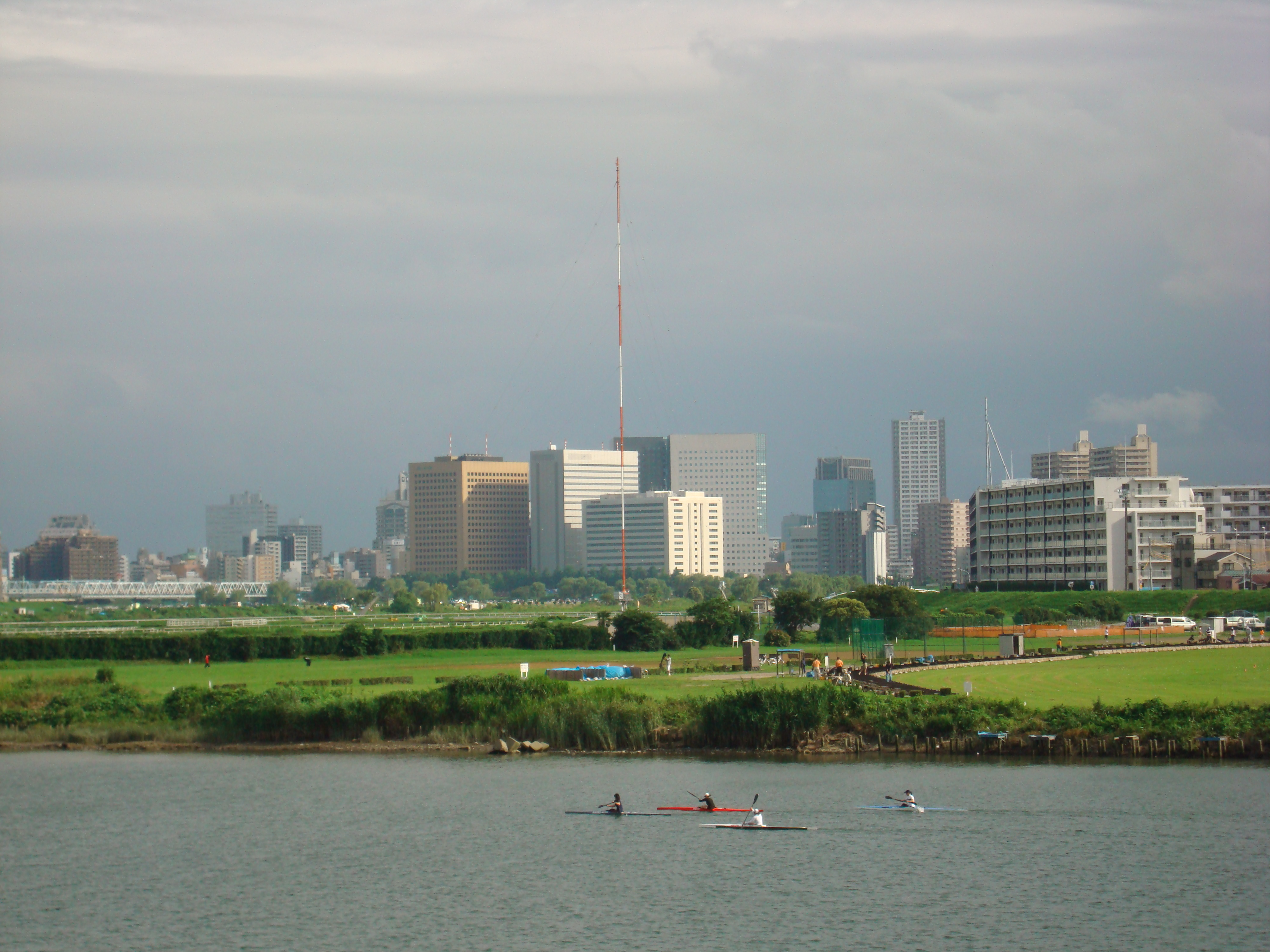
Vue du centre-ville de Kawasaki depuis la rive nord du fleuve Tama

Longeant la rive sud du fleuve Tama jusqu'à son embouchure, Kawasaki est imbriquée entre Yokohama et les 23 arrondissements spéciaux de Tōkyō. Relativement récente (créée en tant que ville en 1924, étendue sur l'ensemble de son territoire actuel en 1939 et ville désignée en 1972) et totalement noyée dans l'agglomération tokyoïte, elle est souvent perçue comme manquant d'identité. Elle est la 8e ville la plus peuplée du Japon avec 1 394 466 habitants répartis sur 142,7 km2, soit une densité de 9 772 hab./km2.
Sa partie orientale, à savoir l'arrondissement de Kawasaki, est essentiellement recouverte d'installations industrielles lourdes construites sur des espaces gagnés sur la mer. Parmi les principales usines qui y sont implantées on peut citer celles de Fuji Electric, JFE Steel (Kawasaki Steel avant 2002), Mitsubishi Chemical ou encore la centrale électrique de la Tokyo Electric Power. Une politique de réhabilitation de la zone menée depuis les années 1990 a toutefois permis à l'arrondissement d'être également un important pôle touristique aujourd'hui avec le Kawasaki Daishi (deuxième temple le plus visité du Kantō) ou pour son Koreatown (deuxième plus forte concentration de Coréens vivant au Japon après Ōsaka). En amont, les arrondissements de Saiwai, Nakahara et Takatsu sont plutôt spécialisés dans la haute technologie avec des firmes comme Fujitsu, Mitsubishi Fuso ou NEC, et le parc scientifique Kanagawa Science Park (KSP), le plus ancien du Japon.
La partie occidentale, qui s'échelonne sur les versants des collines de Tama, abrite quant-à-elle surtout des quartiers résidentiels développés pour la plupart depuis 1945. On y trouve également certaines zones encore rurales ou en cours de rurbanisation. En témoigne tout particulièrement la présence du parc Nihon Minka-en dans l'arrondissement de Tama qui regroupe une collection de vingt minka (maisons traditionnelles de l'ancienne paysannerie japonaise) représentatifs des différentes régions du pays.